# NK Garnizon Vis
NK Garnizon je hrvatski nogometni klub iz Visa.

## Povijest
Osnovan je 1948. godine. Natjecao se u viškoj ligi od 1948. do 1960. godine.